# 政治決断
政治決断（せいじけつだん）とは、賛否が割れて結論の出ない問題、または法令に規定のない問題について政治家が方針を決定すること。政治判断とも呼ばれる。

## 概要
政治家は、政治を行う上で大きな決断を求められる場合があるが、特に賛否の分かれる事案についての決断、多数の反対意見に対抗する判断、法的判断と異なる、あるいは法的判断を超えた事項についての政治的意向での決着を指して政治決断の言葉が使われることが多い。
特に決定権のある内閣総理大臣、国務大臣については、政治的な問題について決定権があることから「首相の政治決断」などのように使用されることが多い。

## 過去に政治決断と称された事案
- 1977年、フランスのパリにおいて日本航空機が、経由地のインド、日本赤軍によりハイジャックされ、身代金の要求等がなされた。日本国政府は議論の末、当時の福田赳夫首相が人命は地球より重いと述べて、身代金の支払い及び、超法規的措置としてメンバーなどの引き渡しを決断。身代金と、釈放に応じたメンバーなど6名をダッカへ輸送した。この決断に関しては、賛否両論の声があった。

- 2000年、芦浜原子力発電所計画について、当時の三重県知事北川正恭が白紙撤回を表明した。地元では本計画に対して賛否両論が渦巻く中、政治決断を行ったものである。

- 2001年（平成13年）、熊本地裁は、国立ハンセン病療養所にいる入所者がらい予防法による国の隔離政策の継続は違憲であると判断した。当時の小泉純一郎首相は控訴することを断念した。これまで厚生労働省では、薬害や公害等による訴訟に関しては最高裁まで争うことが通常であったが、政治決断により、控訴を断念している。

- 2007年薬害C型肝炎問題で原告側は裁判の長期化等を避けるために、国に対して政治決断を声高に求めた。当時の福田康夫首相は、原告側の声や世論の声等を背景に、最終的に被害者を一括救済することを決めた。大阪高等裁判所から提示されていた和解案は病状に応じて補償額を変えているものであったため、患者側の反発を受けていたが、これを政治決断で解消した形となった。福田内閣の支持率低下が背景にあるとも言われている。

- 2011年、福島原発問題の折り、菅直人首相が、法的根拠がないにもかかわらず、中部電力へ浜岡原発の停止を要求。野党からの追及に「政治決断だ」と自認した。